# Miskolci Egyetem
A Miskolci Egyetem (röviden: ME, angolul: University of Miskolc) felsőoktatási intézmény Miskolcon. Az intézmény valódi universitasként, nyolc karon széles képzési területet kínál: földtudományi, anyagtudományi, gépész és informatikai, jogtudományi, gazdaságtudományi, bölcsészettudományi, zeneművészeti és egészségügyi képzésben részesülhetnek az ide jelentkezők, és közel száz tanszék található az egyetemen. Miskolcon az Egyetemváros campusán folynak képzések, illetve 2017-től az Ózdon és Sátoraljaújhelyen található egyetemi kihelyezett tagozatokon. Az Egyetemváros egy 85 hektáron elterülő campus, ahol az egyetemi karok épületei találhatók egy helyen, továbbá a hallgatókat kiszolgáló egységek, úgymint a kollégiumok, a sportcsarnok, az uszoda, boltok és szórakozóhelyek. A Miskolci Egyetem a Selmeci Akadémia első számú jogutódjaként részt vesz a selmeci diákhagyományok gyakorlásában, amely 2014-ben felkerült az UNESCO Szellemi Kulturális Örökség magyarországi jegyzékére.
Jogelődje az 1735-ben Selmecbányán alapított bányászati-kohászati akadémia, amely az első ilyen jellegű főiskola volt a világon. A trianoni békeszerződés után Selmecbányáról először Sopronba költöztették az akadémiát. Az 1949. évi XXIII. törvényé rendelte el Miskolcon a Nehézipari Műszaki Egyetem létesítését, az egyetemi oktatás először a soproni bánya- és kohómérnöki karon és az újonnan alapított gépészmérnöki karon indult. A mai egyetemi campust 1950-ben kezdték el építeni. Az egyetem képzési területe az 1980-as években kezdett kiszélesedni, ekkor indult újra a városban korábban már jelen lévő jogászképzés, később pedig a közgazdászképzés. Az egyetem 1990 óta Miskolci Egyetem néven működik. 2000-ben a sárospataki Comenius Tanítóképző Főiskola az egyetem kara lett, később 2013-ban kivált belőle. 2020. augusztus 1-jével az egyetem fenntartója egy állam által létrehozott vagyonkezelői alapítvány lett.
1999-ben Miskolc városa Pro Urbe kitüntető címet adományozott az egyetemnek. A Miskolci Egyetem – elsőként a hazai felsőoktatási intézmények közül – 2008-ban elnyerte a Felsőoktatási Minőségi Díjat, 2010-ben pedig Kiváló egyetem miniszteri elismerést kapott. A Minőség-Innováció 2018-as pályázatában, az oktatási szférában működő szervezetek kategóriában Nemzeti Díjnyertes lett. A QS EECA University Rankings 2021-ben az 1001–1200. helyre rangsorolta az egyetemet világszinten, a 123. helyre a feltörekvő európai és közép-ázsiai régióban, a világon gépészmérnök-képzése pedig a 451–500. helyet foglalja el. 2024-ben újabb felsőoktatási ranglistára került föl az egyetem: a világ mintegy 1200 vezető felsőoktatási intézményének teljesítményét húsz mutató alapján értékelő RUR World University Rankings rangsorában a 738. helyre került.

## Elhelyezkedése

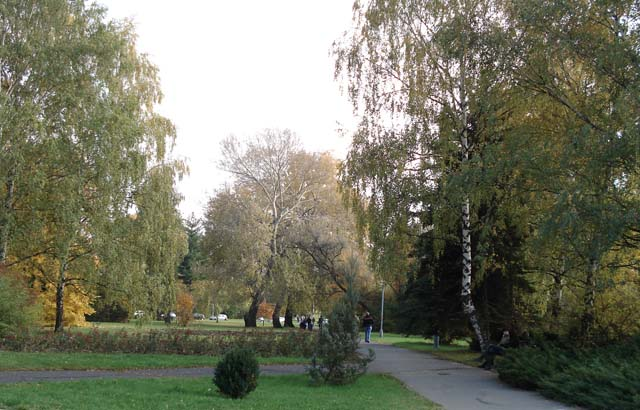
Az Egyetemváros parkja

A Miskolci Egyetem épületeinek többsége Miskolcon, a Dudujka-völgyben fekvő Egyetemváros városrészben helyezkednek el, kb. 85 hektár területen. A campuson az egyetemi karok épületein kívül kollégiumok, étterem, könyvtár, szórakozóhelyek és sportkomplexumok találhatóak. Az Egyetemvárost 6 helyi autóbuszvonal köti össze a város többi részével. Az egyetem nem minden egysége helyezkedik el az Egyetemvárosban, a Bartók Béla Zeneművészeti Kar, a belvárosban, a Zenepalotában működik. Az egyetemnek két kihelyezett tagozata van Ózdon és Sátoraljaújhelyen, a képzéseket Ózdon a Tiszti Kaszinóban és a Digitális Erőműben, Sátoraljaújhelyen a Kossuth Lajos Gimnázium épületében található Sátoraljaújhelyi Közösségi Felsőoktatási Központban tartják. A Miskolci Egyetemen működik a Konfuciusz Intézet és a Finn Köztársaság tiszteletbeli konzulátusa.

## Története

### Bányászati-kohászati Tanintézet
Miskolci Egyetem őse a Selmecbányán, 1735-ben III. Károly által alapított bányászati-kohászati tanintézet (Bergschule), ahol a világon elsőként oktattak felsőfokú bányászati-kohászati ismereteket (Freibergben 1765-től, Berlinben 1770-től, Szentpéterváron 1773-tól). Mária Terézia 1762-ben akadémiai intézménnyé szervezte az iskolát (Bergakademie). 1846-tól erdészképzés is folyt az akadémián.
A selmeci iskola példaként szolgált a későbbiekben alakult európai műszaki főiskolák létrehozásánál. A Párizsi Műszaki Egyetem 1794-ben a selmeci laboroktatás alapján szervezte meg a sajátját. A selmeci professzorok közreműködésével alapították meg Selmecbányától nem messze – Szklenón – a világ első nemzetközi műszaki egyesületét, amelyben 14 ország képviseltette magát.
1848–1850 között szünetelt az oktatás, mivel a magyar szabadságharc alatt a diákok beálltak Kossuth seregébe. Az 1867-es osztrák-magyar kiegyezés után az oktatás nyelve az addigi német helyett a magyar lett, s az intézmény neve Magyar Királyi Bányászati és Erdészeti Akadémiára változott.
1919-ben, miután Magyarország elveszítette Selmecbányát, az intézmény Sopronba települt át, ahol Bányamérnöki és Erdőmérnöki Főiskola néven működött, majd az 1934-ben szervezett Műegyetem bánya-, kohó- és erdőmérnöki karává vált.

### Evangélikus Jogakadémia
Bár közvetlen jogelőd intézménynek nem tekinthető, ám a Miskolci Egyetem és a Magyarországi Evangélikus Egyház az Állam- és Jogtudományi Kart, mint szellemi örökösét ismeri el a Miskolcon 1919–1949 között működő evangélikus jogakadémiának. Az intézmény az 1667-ben Eperjesen megalakult Eperjesi Collegium, majd Eperjesi Evangélikus Jogakadémia jogutódjaként, annak a trianoni békediktátum során a „Tarca-parti Athén”-ból kikényszerített elköltözésével alakult újjá Miskolcon, a Tiszai Ágostai Hitvallású Evangélikus Egyházkerület Miskolczi Jogakadémiája néven. Az intézmény Miskolc város első felsőoktatási intézményének tekinthető, amely működése 30 éve alatt a városháza saroképületében, illetve a Zenepalotában székelt. Az egyházi közép- és felsőoktatási intézmények kommunista hatalomátvétel utáni sorsa nem kerülhette el a miskolci jogakadémiát sem, amely 1949-ben, a kecskeméti református testvérintézményével egy időben megszűnt.

### Nehézipari Műszaki Egyetem
Az Országgyűlés az 1949. évi XXIII. törvényben rendelte el, hogy Miskolcon létre kell hozni a Nehézipari Műszaki Egyetemet három karral, Kohómérnöki, Bányamérnöki és Gépészmérnöki Karral. A tanítás 1949. szeptember 18-án kezdődött a mai Földes Ferenc Gimnázium épületében. Az új egyetem épületeit 1950-ben kezdték el építeni Miskolcon, az építkezésen politikai elítéltek is dolgoztak, úgymint Határ Győző vagy Cziffra György. 1952-től az egyetem Rákosi Mátyás nevét viselte. 1953-ban Nagy Imre, a Minisztertanács Elnöke rendeletileg minden intézménytől elvette az akkor élő személyek nevét, ezért az egyetem nevét átkeresztelték Nehézipari Műszaki Egyetemre, elhagyva a Rákosi Mátyás nevet. 1952-ben befejeződött a kohászképzés átköltözése Miskolcra, míg a bányamérnök-képzésben az 1952 és 1957 közötti átmeneti időszakban az alsóbb évfolyamok Miskolcon, a felsőbbek Sopronban tanultak, végül a Bányamérnöki Kar valamennyi tanszékét Miskolcra költöztették. A Sopronban maradt tanszékekből jött létre az Erdészeti és Faipari Egyetem, amelyből később kialakult a mai Soproni Egyetem.

1969-ben az egyetem része lett a dunaújvárosi, főiskolai rangot kapott Felsőfokú Kohóipari Technikum, Kohó- és Fémipari Főiskolai Kar néven. 1970-ben hasonló módon a kazincbarcikai Vegyipari Automatizálási Főiskolát is az egyetemhez csatolták, főiskolai karként. A kazincbarcikai intézményt 1985-ben megszüntették és beolvasztották az egyetemi struktúrába, oktatóinak jelentős része az egyetemi tanszékeken (kémia, automatizálás) folytatta tevékenységét. A Miskolci Egyetem Dunaújvárosi Főiskolai Kara 2000-ben levált az intézményről, ma Dunaújvárosi Egyetem néven működik.

### Átalakulás, Miskolci Egyetem
Az 1980-as évektől kezdődően a korábban kizárólag nehézipari képzést folytató egyetem profilja bővült, 1981-ben jogi intézet (1983-tól kar), 1987-ben gazdaságtudományi kar jött létre. Ennek megfelelően a régi, nehézipari jellegre utaló elnevezést is megváltoztatták, 1990-től Miskolci Egyetemnek hívják az intézményt. 1992-ben megindult a bölcsészképzés is, 1997-ben pedig csatlakozott az egyetemhez az 1904-es alapítású Városi Zeneiskolában működő, budapesti székhelyű Liszt Ferenc Zeneművészeti Főiskola Zene- és Énektanárképző miskolci tagozata, amelyet Bartók Béla Zeneművészeti Intézetként 1997. július 1-én integrálták a Miskolci Egyetemhez (2021-től Bartók Béla Zeneművészeti Kar). 2000-ben az egyetemhez csatolták a sárospataki Comenius Tanítóképző Főiskola, majd az intézmény 2013-ban a levált az egyetemről. 2001-ben létesült az egyetem Társadalomkutató Kihelyezett Központja Sajópálfalán annak érdekében, hogy a társadalomtudományi képzés keretében olyan kutatásokat végezzenek, ami a község és a régió fejlődését szolgálja, a központ egészen 2009-ig működött, amikor az önkormányzat és az egyetem megszüntették az együttműködésüket. 2001-ben alapították az Egészségtudományi Intézetet, amely 2009-ben Egészségtudományi Kar lett.
Az egyetemen jelenleg száznál több tanszék működik, mintegy 850 oktatója és több mint tízezer hallgatója van.
Az egyetem miskolci működésének 60., a jogelőd akadémia alapításának 275. évfordulója alkalmából 2009. szeptember 8-án mutatták be Csemiczky Miklós Carmina universitatis című zeneművét. A bemutatón a Miskolci Egyetem Szimfonikus Zenekara és a Miskolci Bartók Kórus működött közre, Török Géza vezényelt, a szóló szólamokat Fekete Attila tenor és Szüle Tamás basszus énekelte. A partitúra ajánlása így szól: „Alma Mater florat!” Azaz: „Virágozzék az Egyetem!” E virágzáshoz szeretne hozzájárulni (a maga szerény eszközeit tekintve, ha csak kis mértékben is) ez a – selmeci dalokra épülő – lírai kantáta, melyet tisztelettel ajánlok az Egyetem ifjúságának és tanárainak.
2012-től kínai nyelvoktatás kezdődött az egyetemen az ELTE Konfuciusz Intézetének szakmai támogatásával 2013. októberétől megnyílt az ország harmadik Konfuciusz Intézete a Miskolci Egyetemen a Konfuciusz Intézetek Globális Központja (HANBAN), a Pekingi Vegyipari Egyetem és a Wanhua-BorsodChem Zrt. cégcsoport támogatásával.
2019. augusztus 1-jétől a miskolci Ferenczi Sándor Egészségügyi Szakgimnázium fenntartója a Miskolci Egyetem lett. 2024 augusztusától pedig a Földes Ferenc Gimnázium is az egyetem fenntartásába került. 2025-re elkészült a könyvtár, raktár és levéltár bővítése.

### Az egyetem rektorai
- 1949–1950: Szádeczky-Kardoss Elemér
- 1950–1961: Sályi István
- 1961–1972: Zambó János
- 1972–1978: Simon Sándor
- 1978–1986: Czibere Tibor
- 1986–1994: Kovács Ferenc
- 1994–1997: Farkas Ottó
- 1997–2006: Besenyei Lajos
- 2006–2013: Patkó Gyula
- 2013–2020: Torma András
- 2020- : Horváth Zita

## Karok és képzések

### Műszaki Föld- és Környezettudományi Kar (MFK)
- Alapszakok
  - Műszaki földtudományi
  - Környezetmérnöki
  - Földrajz
- Mesterszak
  - Bánya- és geotechnikai mérnöki
  - Előkészítés-technikai mérnöki (magyar és angol nyelven)
  - Földtudományi mérnöki (magyar és angol nyelven)
  - Geográfus
  - Hidrogeológus mérnöki (magyar és angol nyelven)
  - Környezetmérnöki (magyar és angol nyelven)
  - Olaj- és gázmérnöki
  - Szénhidrogén-kutató földtudományi mérnöki (angol nyelven)
  - Olajmérnöki (angol nyelven)
- Szakirányú továbbképzési szakok
  - Földgázellátási szakmérnöki
  - Geotermikus szakmérnöki
  - Hévízkészlet-gazdálkodási
  - Hidrogeológia
  - Hulladékkezelési és -hasznosítási
  - Mélyfúrási szakmérnöki
  - Olajmérnöki

### Anyag- és Vegyészmérnöki Kar (AVK)
- Alapképzési szakok
  - Anyagmérnöki (magyar és angol nyelven)
  - Vegyészmérnöki (magyar nyelven)
- Mesterképzési szakok
  - Anyagmérnöki (magyar és angol nyelven)
  - Kohómérnöki (magyar és angol nyelven)
  - Mérnöktanár
  - Űrmérnöki
  - Vegyészmérnöki (magyar nyelven)
- Szakirányú továbbképzési szakok
  - Műszaki környezeti szakmérnök

### Gépészmérnöki és Informatikai Kar (GÉIK)
- Alapképzési szakok
  - Energetikai mérnöki
  - Gazdaságinformatikus
  - Gépészmérnöki
  - Ipari termék- és formatervező mérnök
  - Járműmérnöki
  - Logisztikai mérnöki
  - Mechatronikai mérnöki
  - Mérnökinformatikus
  - Műszaki menedzser
  - Programtervező informatikus
  - Üzemmérnök-informatikus
  - Villamosmérnöki
- Mesterképzési szakok
  - Energetikai mérnöki
  - Gépészmérnöki (CAD/CAM szakirányon magyar és angol nyelven)
  - Logisztikai mérnöki
  - Mechatronikai mérnöki
  - Mérnökinformatikus (magyar és angol nyelven)
  - Villamosmérnöki
- Szakirányú továbbképzési szakok
  - Abroncsgyártó technológiai
  - Beszerzési és elosztási logisztikai
  - Gépipari mechatronikai karbantartó szakmérnök
  - Hidraulika-pneumatika
  - Lean folyamatfejlesztő specialista
  - Lean folyamatfejlesztő szakmérnök
  - Logisztikai informatikai
  - Logisztikai üzemeltető
  - Nemzetközi hegesztő
  - Számítógépes tervezés és gyártás
  - Termelési logisztikai
- Felsőoktatási szakképzések
  - Mérnökinformatikus

### Állam- és Jogtudományi Kar (ÁJK)
- Alapképzési szakok
  - Igazságügyi igazgatási
  - Munkaügyi és társadalombiztosítási
- Osztatlan képzések
  - Jogász
- Mesterképzési szakok
  - Kriminológia
  - Munkaügyi és társadalombiztosítási igazgatási (angol nyelvű LLM képzés)
  - Európai és nemzetközi üzleti jog
- Szakirányú továbbképzési szakok
  - Adatvédelmi szakjogász
  - Adatvédelmi szaktanácsadó
  - Adójogi szakjogász
  - Általános és igazságügyi mediátor (közvetítő) (Miskolcon magyar és angol nyelven, Budapesten magyar nyelven)
  - Biztosítási szakjogász
  - Bűnmegelőzési koordinátor
  - Európa-jogi szakjogász
  - Fiatalkorúak ügyeinek szakjogásza
  - Foglalkoztatási és rehabilitációs jogi tanácsadó
  - Fogyatékosságügyi tanácsadó
  - Gazdasági büntetőjogi szakjogász
  - Gyermekjogi és ifjúságvédelmi szaktanácsadó
  - Igazságügyi szociális tanácsadó
  - Ingatlanforgalmi szakjogász
  - Jogi szakokleveles gazdasági (agrár, gazdaságtudományi,informatikai, műszaki, természettudományi) szakember
  - Jogi szakokleveles helyi jogszabály-szerkesztő
  - Jogi szakokleveles környezetvédelmi szakember
  - Jogi szakokleveles orvos és egészségügyi szakember
  - Kereskedelmi szakjogász
  - Közlekedési szakjogász
  - Munkaügyi kapcsolatok szaktanácsadó
  - Nemzeti és etnikai kisebbségvédelmi tanácsadó
  - Senior humánerőforrás tanácsadó
  - Társadalombiztosítási szaktanácsadó
  - Társasági jogi és cégjogi szakjogász
  - Tőkepiaci és bank szakjogász
  - Végrehajtási jogi szakjogász
  - Végrehajtási jogi szakokleveles tanácsadó
- Felsőoktatási szakképzések
  - Jogi

### Gazdaságtudományi Kar (GTK)
A Gazdaságtudományi Kar létrejötte 1987-ben kezdődött el, amikor az egyetem főiskola közgazdász képzést indíthatott a Közgazdaságtudományi Intézet keretében, aminek Dr. Susánszky János volt az igazgatója. Miután már 4 tanszékkel rendelkezett az intézet, 1990-ben karrá alakult Gazdaságtudományi Kar néven. 1992-ben a Bradfordi Egyetem Menedzserképző Központjával kötött hároméves együttműködés keretében, kísérleti angol nyelvű Master of Business Administration program indult. 1993-ban indult el a kar első PhD programja Vállalkozáselmélet és gyakorlat címmel. 2007-ben a Felsőoktatási Minőségi Díj ezüst fokozatú fokozatú elismerő oklevelében részesült a kar Felsőoktatási intézmény szervezeti egysége kategóriában. 2015-ben a kar 5 szakán indult el duális képzés. A karon jelenleg 6 intézet működik, azon belül 18 tanszék, a kar 6 alapképzési szakon, 8 mesterképzési szakon, 5 felsőoktatási szakképzésen, 8 szakirányú továbbképzési szakon és 1 doktori fokozaton kínál képzést .
- Alapképzési szakok
  - Emberi erőforrás
  - Gazdálkodási és menedzsment
  - Kereskedelem és marketing
  - Nemzetközi gazdálkodás
  - Pénzügy és számvitel
  - Turizmus-vendéglátás
- Mesterképzési szakok
  - Vezetés és szervezés
  - Logisztikai menedzsment
  - Marketing
  - Master of Business Administration (magyar és angol nyelven)
  - Nemzetközi gazdaság és gazdálkodás
  - Regionális és környezeti gazdaságtan
  - Számvitel
  - Vállalkozásfejlesztés
- Szakirányú továbbképzési szakok
  - Település- és területfejlesztési menedzsment
  - Európa tanulmányok
  - Humánmenedzsment
  - Jogász-közgazdász
  - Mérnök-közgazdász
  - Orvos-közgazdász
  - Gyógyszerész-közgazdász
  - Helyi foglalkoztatás-fejlesztés
- Felsőoktatási szakképzések
  - gazdálkodási és menedzsment
  - kereskedelem és marketing
  - nemzetközi gazdálkodási
  - pénzügy és számvitel
  - turizmus-vendéglátás

### Bölcsészet- és Társadalomtudományi Kar (BTK)
A régióban a bölcsészképzés igénye a rendszerváltást követően erősen jelentkezett, és a Miskolci Egyetem képzési területének bővítése először jogi, majd gazdaságtudományi karral hozzájárult a bölcsészképzés beindulásához. A térségben először bölcsészképzést a Miskolci Bölcsész Egyesület kínált 1990-től, amely nem akkreditált képzéseket a mai napig indít. A Miskolci Egyetemen 1992-ben indult el a Bölcsészettudományi Intézet a Bölcsész Egyesület két évfolyamával és a Gazdaságtudományi Karból kiváló Filozófiai és Politikaelméleti és Szociológiai Tanszékkel. Az intézet 1997-ben vált egyetemi karrá. A kar tanárképzési programjában 4 általános iskola, 4 szakközépiskola, 5 gimnázium és 1 alternatív iskola működik bázisiskolaként.
- Alapképzési szakok
  - Anglisztika
  - Germanisztika
  - Gyógypedagógia[26]
  - Kulturális antropológia
  - Magyar
  - Nemzetközi tanulmányok[27]
  - Politikatudományok
  - Régészet
  - Szabad bölcsészet
  - Szociális munka
  - Szociológia
  - Történelem
- Mesterképzési szakok
  - Filozófia
  - Fordító és tolmács
  - Kulturális antropológia
  - Közép-Európa tanulmányok (angol nyelven)
  - Kulturális meditáció
  - Magyar nyelv- és irodalom
  - Politikatudomány
  - Szociológia
  - Történelem
- Szakirányú továbbképzési szakok
  - Angol gazdasági és üzleti szaknyelvtanár
  - Gyermekvédelmi pszicho-patrónus
  - Interkulturális nevelési szaktanácsadó
  - Ipari örökség
  - Jelnyelvi lingvisztika és didaktika (Miskolc, Budapest)
  - Jelnyelvi mentor
  - Kiadói szerkesztő
  - Kisebbségi esélyegyenlőségi tanácsadó
  - Közoktatási vezető és pedagógus
  - Közpolitika szervező
  - Kreatív írás
  - Német gazdasági és üzleti szaknyelvtanár
  - Pedagógus szakvizsga
  - Politikai menedzsment
  - Régészeti kulturális örökség, védelem és hasznosítás
  - Roma társadalomismeret
  - Szociális menedzser
  - Társadalomtudományi és gazdasági szakfordító
  - Újságíróképzés
- Felsőoktatási szakképzések
  - Szociális és ifjúsági munka

### Bartók Béla Zeneművészeti Kar (BBZK)

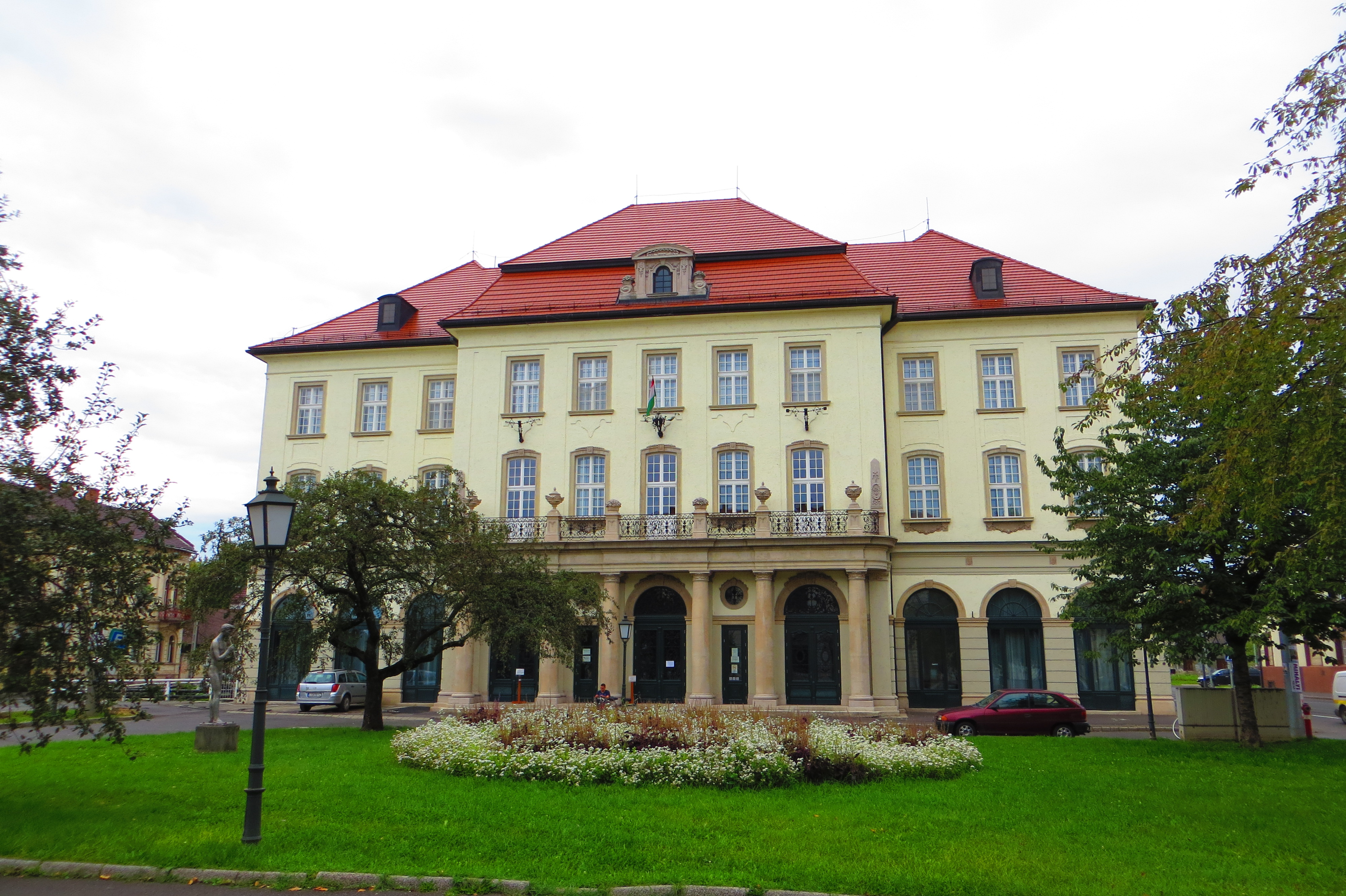
A Bartók Béla Zeneművészeti Karának helyet adó Zenepalota épülete

A miskolci intézményes zeneoktatás az 1901-ben alapított Városi Zeneiskola létrejöttével indult el Lányi Ernő igazgatásával. 1927-ben készült el a zeneiskola új épülete, a Zenepalota. A második világháború után Egressy Béni Állami Zeneiskola néven működött, később átszervezték az oktatást, és az intézmény a Liszt Ferenc Zeneművészeti Főiskola Zene- és Énektanárképző szak miskolci tagozata néven működött tovább, budapesti központtal. 1997. július 1-én a Liszt Ferenc Zeneművészeti Főiskola miskolci tagozatát integrálták a Miskolci Egyetemhez, az új neve Miskolci Egyetem Bartók Béla Zeneművészeti Intézete lett, majd 2021-től az egyetem nyolcadik kara.
Alapképzési szakok
- alkotóművészet és muzikológia (zeneismeret)
- előadó-művészet (kórusvezetés)
- előadó-művészet (zenekarvezetés)
- előadó-művészet (klasszikus ének)
- előadó-művészet (klasszikus zongora)
- előadó-művészet (klasszikus orgona)
- előadó-művészet (klasszikus gitár)
- előadó-művészet (klasszikus hegedű)
- előadó-művészet (klasszikus mélyhegedű)
- előadó-művészet (klasszikus gordonka)
- előadó-művészet (klasszikus gordon)
- előadó-művészet (klasszikus furulya)
- előadó-művészet (klasszikus fuvola)
- előadó-művészet (klasszikus oboa)
- előadó-művészet (klasszikus klarinét)
- előadó-művészet (klasszikus szaxofon)
- előadó-művészet (klasszikus fagott)
- előadó-művészet (klasszikus kürt)
- előadó-művészet (klasszikus trombita)
- előadó-művészet (klasszikus harsona)
- előadó-művészet (klasszikus tuba)
- előadó-művészet (klasszikus ütőhangszer)
- könnyűzenei gitár
- könnyűzenei basszusgitár
- könnyűzenei billentyűs hangszerek
- könnyűzenei szaxofon
- könnyűzenei harsona
- könnyűzenei trombita
- könnyűzenei ütőhangszerek
- könnyűzenei ének

Mesterképzési szakok
Tanári mesterképzésben:
- ének-zene tanár
- zeneismeret-tanár
- magánének-tanár
- zongoratanár
- gitártanár
- hegedűtanár
- mélyhegedűtanár
- gordonkatanár
- gordontanár
- furulyatanár
- fuvolatanár
- oboatanár
- klarinéttanár
- szaxofontanár
- fagott-tanár
- kürttanár
- trombitatanár
- harsonatanár
- tubatanár
- ütőhangszertanár

Klasszikus hangszerművész mesterképzésben:
- zongora
- gitár
- gordonka
- klarinét
- hegedű
- fuvola
- régizene-blockflöte
- trombita  Klasszikus énekművész mesterképzésben:
- oratórium- és dalének  Művész-tanár mesterképzésben:
- énekművész-tanár
- gitárművész-tanár
- gordonkaművész-tanár
- hegedűművész-tanár
- klarinétművész-tanár
- zongoraművész-tanár

Osztatlan képzés
- ének-zene – zeneismeret-tanár
- magánének-tanár
- zongoratanár
- gitártanár
- hegedűtanár
- mélyhegedűtanár
- gordonkatanár
- gordontanár
- furulyatanár
- fuvolatanár
- oboatanár
- klarinéttanár
- szaxofontanár
- fagott-tanár
- kürttanár
- trombitatanár
- harsonatanár
- tubatanár
- ütőhangszertanár

Szakirányú továbbképzési szakok
- Symphonia-Zeneterápia szakpedagógus

### Egészségtudományi Kar (EK)
1987–től kezdődően folyik az egyetemen egészségügyi képzés, először védőnő és gyógytornász képzés vette kezdetét a Haynal Imre Egészségtudományi Egyetem Egészségügyi Főiskolai Karának kihelyezett tagozataként 1995-ig. 1998. szeptember 1 és 2001. augusztus 31 között a Debreceni Egyetem Egészségügyi Főiskolai Kar Miskolci kihelyezett tagozatán indult újra a védőnő képzés. 2001-től a Debreceni Egyetem Egészségügyi Főiskolai Karának Miskolci kihelyezett tagozatán tanuló védőnő szakos hallgatók a Miskolci Egyetem hallgatói. 2005-ben jött létre az Egészségügyi Főiskolai Kar, 2009. január 1-vel a kar neve Miskolci Egyetem Egészségügyi Kar.
- Alapképzési szakok
  - Ápolás és betegellátási szak (Gyógytornász szakirány)
  - Egészségügyi gondozás és prevenció szak (Védőnő szakirány)
  - Egészségügyi szervező szak (Egészségturizmus szervező szakirány)
  - Orvosi laboratóriumi és képalkotó diagnosztikai szak (Képalkotó diagnosztikai analitika szakirány)
- Szakirányú továbbképzések
  - Klinikai kutatási munkatárs
  - Balneoterápia
  - Podiáter
  - Indiai gyógyászat – ájurvéda tanácsadó terapeuta
- Felsőoktatási szakképzés
  - Orvosi laboratóriumi és képalkotó diagnosztikai analitikus

## Diákélet

### Kollégiumok
Az Egyetemváros területén hét kollégium kínál szálláslehetőséget mintegy 2000 hallgató számára. A Bolyai Kollégium 6 épületből áll, mellettük az Uni-Hotel az egyetemi hallgatók és az egyetemre érkező vendégek elszállásolására jött létre.
A hallgatóknak lehetőségük van szakkollégiumba felvételizni, hogy az érdeklődésüknek megfelelően tudjanak fejlődni. Az egyetemen elérhető szakkollégiumok:
- Bruckner Győző Tehetséggondozó Szakkollégium
- Görögkatolikus Roma Szakkollégium
- Hantos Elemér Szakkollégium
- Miskolci Egyetem Egészségügyi Kar Selye János Szakkollégium
- Romzsa Tódor Görögkatolikus Szakkollégium
- Természetierőforrás-kutatás és -hasznosítás Szakkollégium
- Terplán Zénó Szakkollégium

### Diákhagyományok
A Selmeci Akadémia utódintézményei a Miskolci Egyetem mellett a Soproni Egyetem, a Dunaújvárosi Egyetem és az Óbudai Egyetemen lévő székesfehérvári Alba Regia Műszaki Kar. A Miskolci Egyetem hallgatóinak életét végigkísérik a Selmecbányáról örökölt diákszokások. A hagyományok elsősorban a barátságról, az egymás iránti tiszteletről és szakmaszeretetről szólnak, összetartást kovácsolnak és bensőséges kapcsolatot teremtenek a felsőbb évesek és fiatalabbak között. Ezeket a diákhagyományokat a selmecbányai kötődésű felsőoktatási intézményekben a mai napig ápolják, a Miskolci Egyetemen a régi karok, de az új karok közül is többen.

### Sportélet

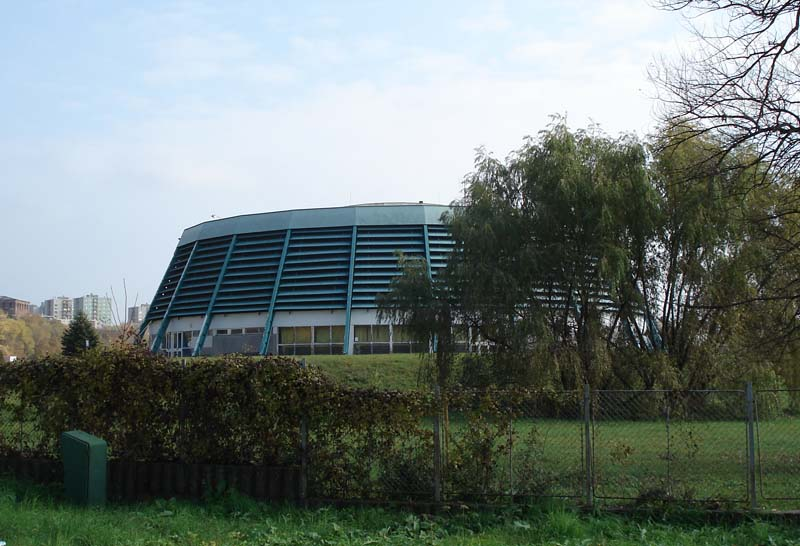
Az egyetemi sportcsarnok

Az egyetem különféle sportolási lehetőségeket tud kínálni a hallgatóknak. A Miskolci Egyetemi Atlétikai és Futball Club (MEAFC) biztosít a hallgatóknak sportolási és versenyzési lehetőséget amerikai futball és cheerleading, asztalitenisz, kézilabda, kispályás labdarúgás, röplabda, tájfutás, tenisz, tollaslabda sportágakban. Az Egyetemváros területén találhatók futballpályák, futópálya, kondicionáló terem, uszoda és kalandpark is.

### Szórakozás
Az egyetem területén található a RockWell Klub és a Kettes Klub szórakozóhelyek. Minden év májusában megrendezésre kerül a Miskolci Egyetemi Napok (MEN), ami koncertekkel és sportversenyekkel várja a hallgatókat és érdeklődőket. A rendezvényen mindig sor kerül az új diákrektor megválasztására is.
A Miskolci Egyetemi Tavaszi Fesztivált karrá alakulásának évétől, 2021-től rendezi meg a Bartók Béla Zeneművészeti Kar. A több héten át tartó zenei programsorozat a hagyományos Húsvéti hangversennyel nyílik meg.

## Statisztikák
A 2023/24-es tanévben több mint 10 000 hallgatója volt a Miskolci Egyetemnek. Félévente mintegy 5900-an részesültek ösztöndíjban, a kiosztott ösztöndíjak elérték az 1,77 milliárd forintot.
2017-ben a külföldi hallgatók aránya az összes hallgató között 3,7% volt, 2024-ben ez közel 5%-ra emelkedett.
Az egyetem hallgatói létszáma (2023. év) 10 263 fő, amelyen belül a nők aránya 51,84%. Az alapképzésekben a hallgatók 60,92%-a vesz részt, míg mesterképzésekben 12,31%, osztatlan képzésben 12,11%.  2023. évben 7671 fő volt az összes jelentkezők száma, 4631 fő volt a felvett hallgatók száma.
A Miskolci Egyetemre 3319 jelentkező nyert felvételt a 2024. évi általános felvételi eljárásban, 2632-en magyar állami ösztöndíjas, 687-en pedig önköltséges képzésen kezdhették meg tanulmányaikat. A Gépészmérnöki és Informatikai Kar  2024. évben összesen 761 főt vett fel. A szakok közül a legtöbb diák a villamosmérnöki (171 fő), a gépészmérnöki (142 fő), a logisztikai mérnöki (115 fő) és a mérnökinformatikus (112 fő) képzésekre került be. Az Állam- és Jogtudományi Karra a 2024. évi felvételi eljárásban 535 főt vettek fel, a  Gazdaságtudományi Karra 595 hallgató nyert felvételt. A A Bölcsészet- és Társadalomtudományi Kar a képzéseire, összesen 652 főt vett fel, míg az Egészségtudományi Karra közel 500 első évfolyamos jutott be a 2024/2025-ös tanévben. Az ápolás és betegellátás szak ápoló és gyógytornász szakirányán összesen 227 fő kezdheti meg tanulmányait, az orvosi diagnosztikai analitikus alapképzés szakterületre 73-an jutottak be. A Bartók Béla Zeneművészeti Karra felvett hallgatók száma összességében a korábbi évhez képest 2024-ben 90 főre nőtt.
A Miskolci Egyetem régiós szerepe meghatározó, a felvettek meghatározó része, közel 80%-a az Észak-magyarországi régióból érkezik, azon belül 60%-os a Borsod-Abaúj-Zemplén megyéből érkezők aránya. Az egyetemre jelentkezők többsége a képzések minősége, az egyetemen elérhető szolgáltatások és támogatások mellett a lakóhelyükhöz való közelséget veszik figyelembe.

## Nemzetközi kapcsolatok
Az egyetemnek közel 100 szerződéses kapcsolata van 31 ország felsőoktatási intézményeivel. A hallgatók a Campus Mundi, a CEEPUS és az Erasmus-program keretében tanulhatnak külföldi egyetemeken. A külföldi hallgatók Stipendium Hungaricum ösztöndíjjal, Erasmus, CEEPUS és az Ösztöndíjprogram Keresztény Fiataloknak program keretében tanulhatnak Miskolcon.

## Elismerések
2017-ben a Miskolci Egyetem Miskolc Városa közösen elismerésben részesült a 2016-os 20. Tájékozódási Futó Egyetemi Világbajnokság megrendezéséért, megkapta a Nemzetközi Egyetemi Sportszövetség legjobb szervezésű egyetemi sportvilágbajnokságért járó díját.

## Képgaléria

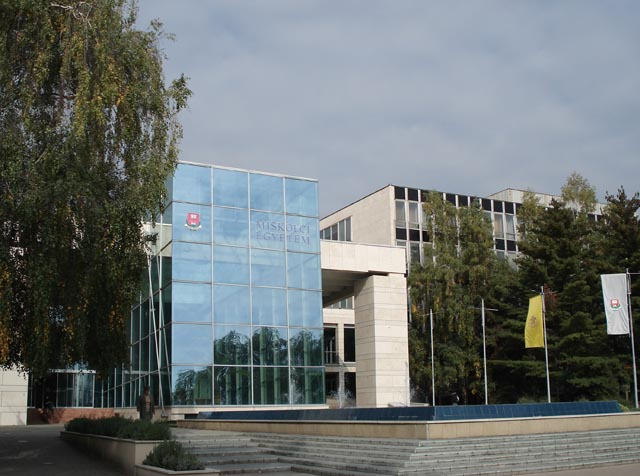
Az egyetem főbejárata – kívülről
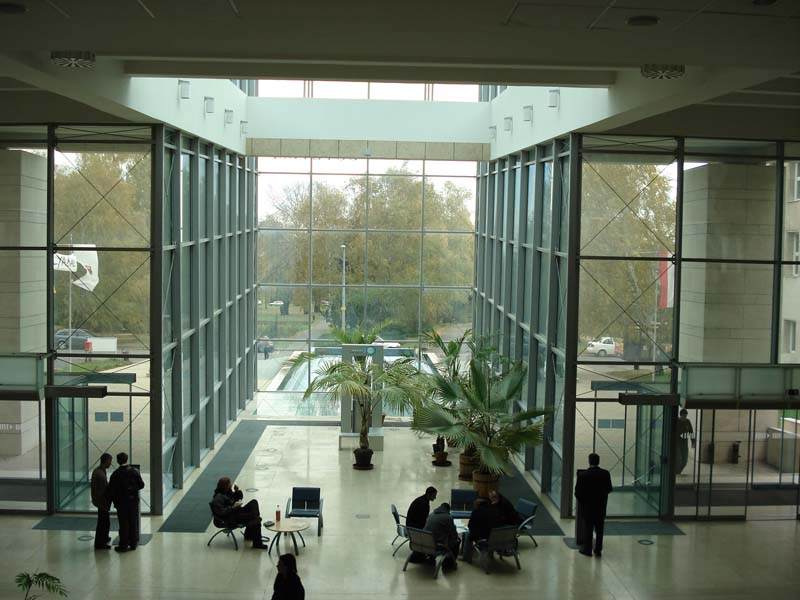
Az egyetem főbejárata – belülről
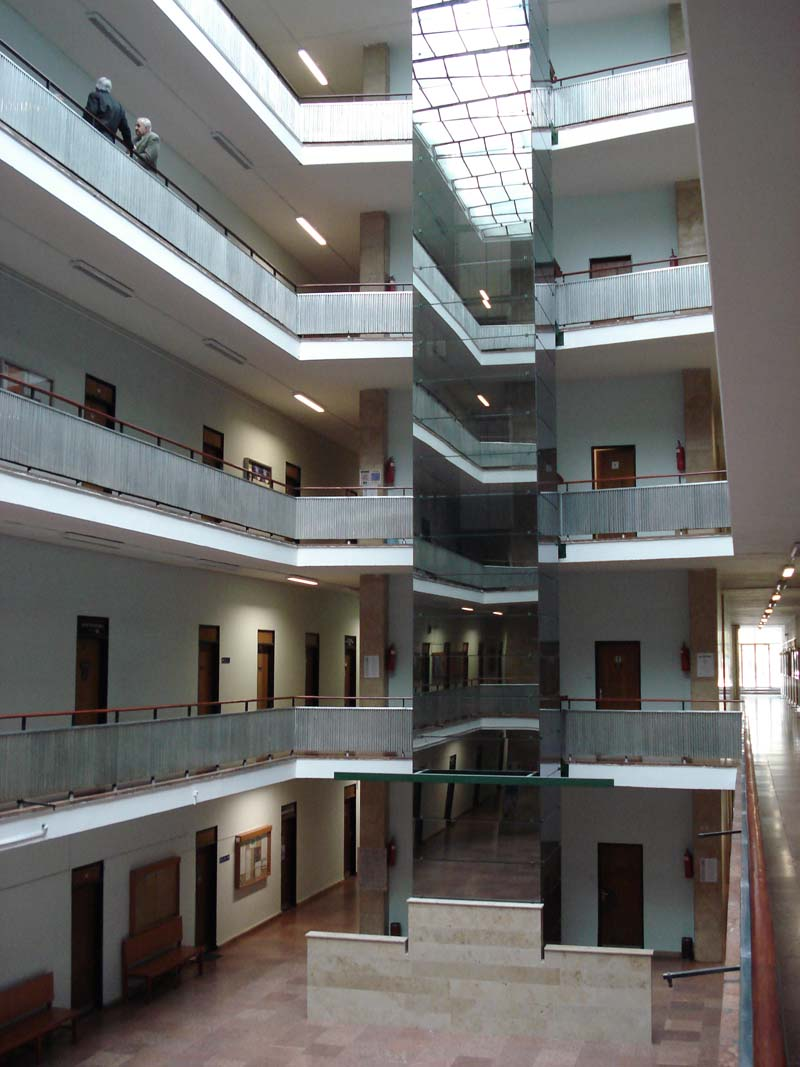
A főépület aulája
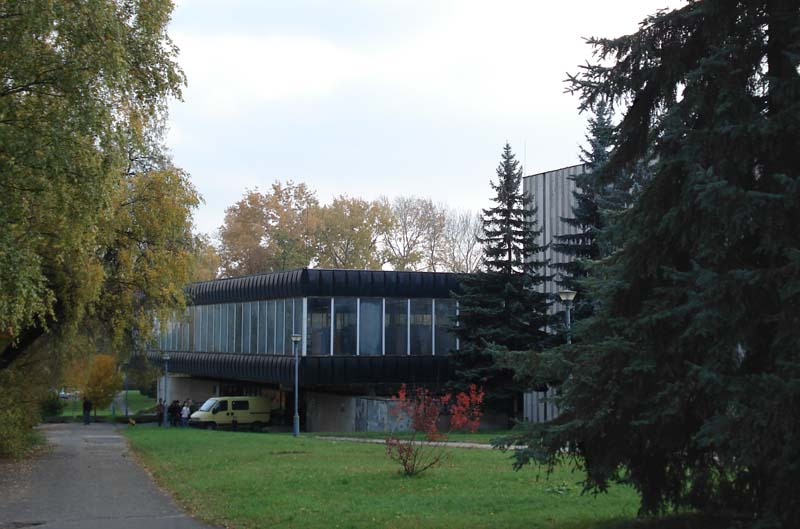
A Központi Könyvtár épülete
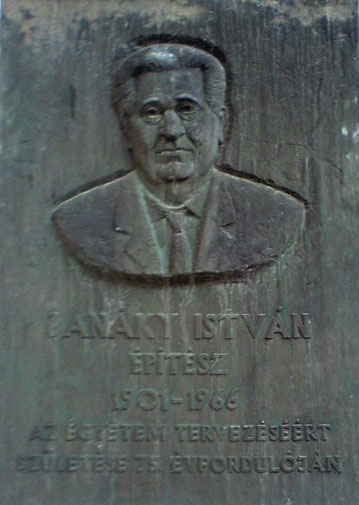
Janáky István domborműve a főbejáratnál (Janáky az egyetem főépítésze volt)
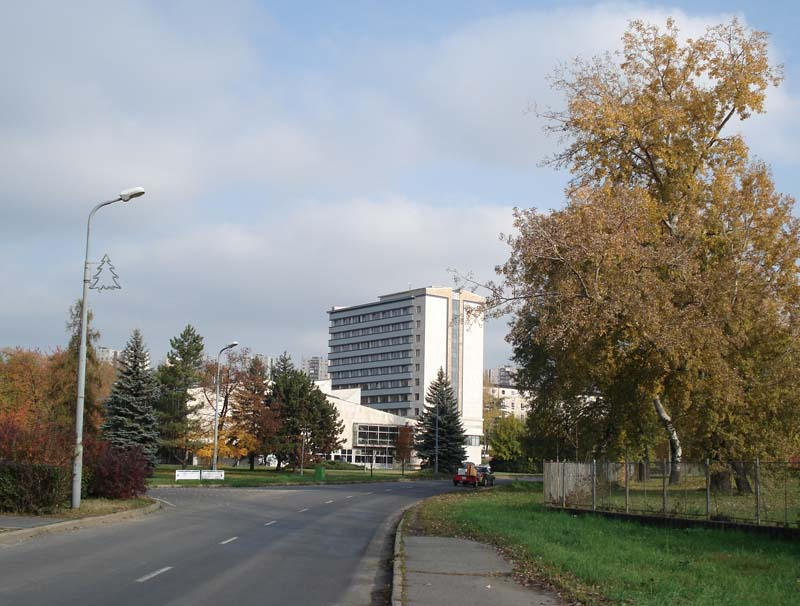
Az E/7 épület (régen kollégium, ma irodaház)
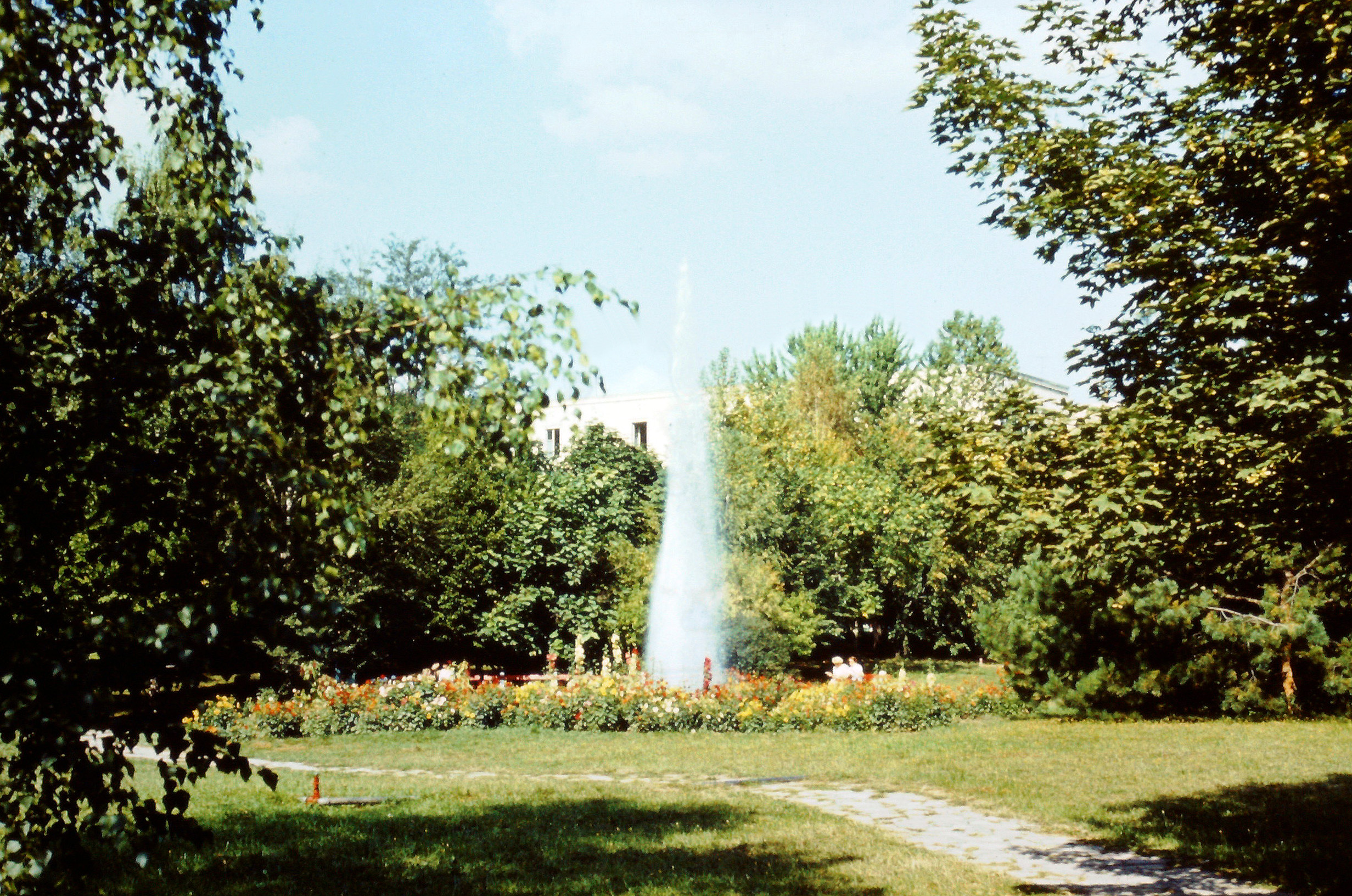
A „Színes bugyogó” 1976-ban
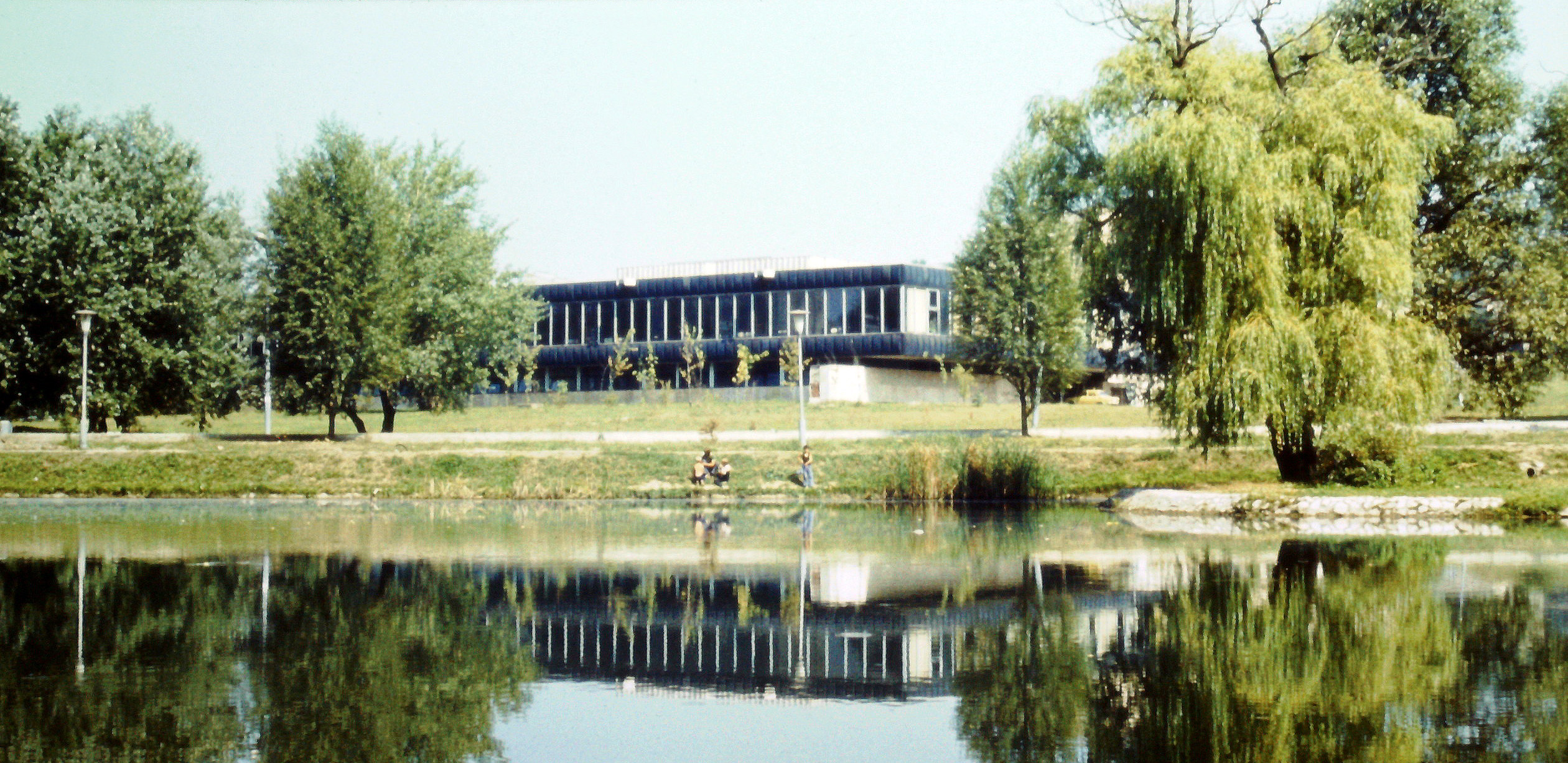
A Központi Könyvtár az UV-domb felől, 1976-ban
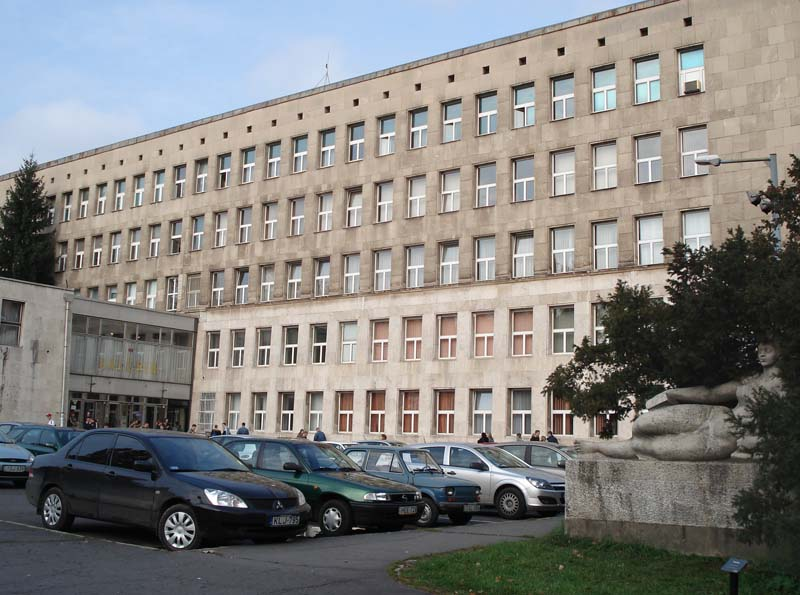
A „régi főépület”
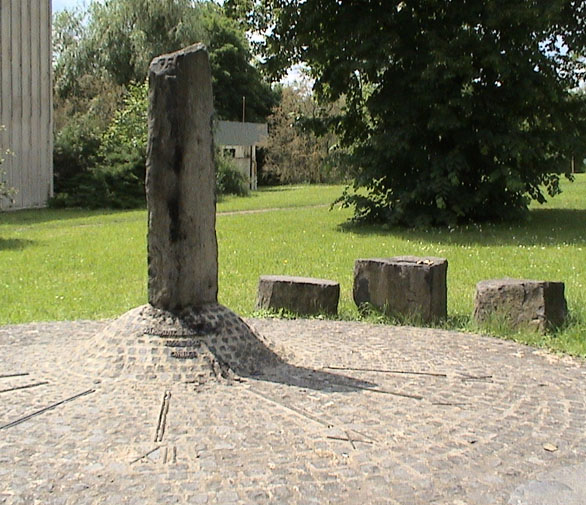
OMBKE emlékoszlop az egyetem parkjában
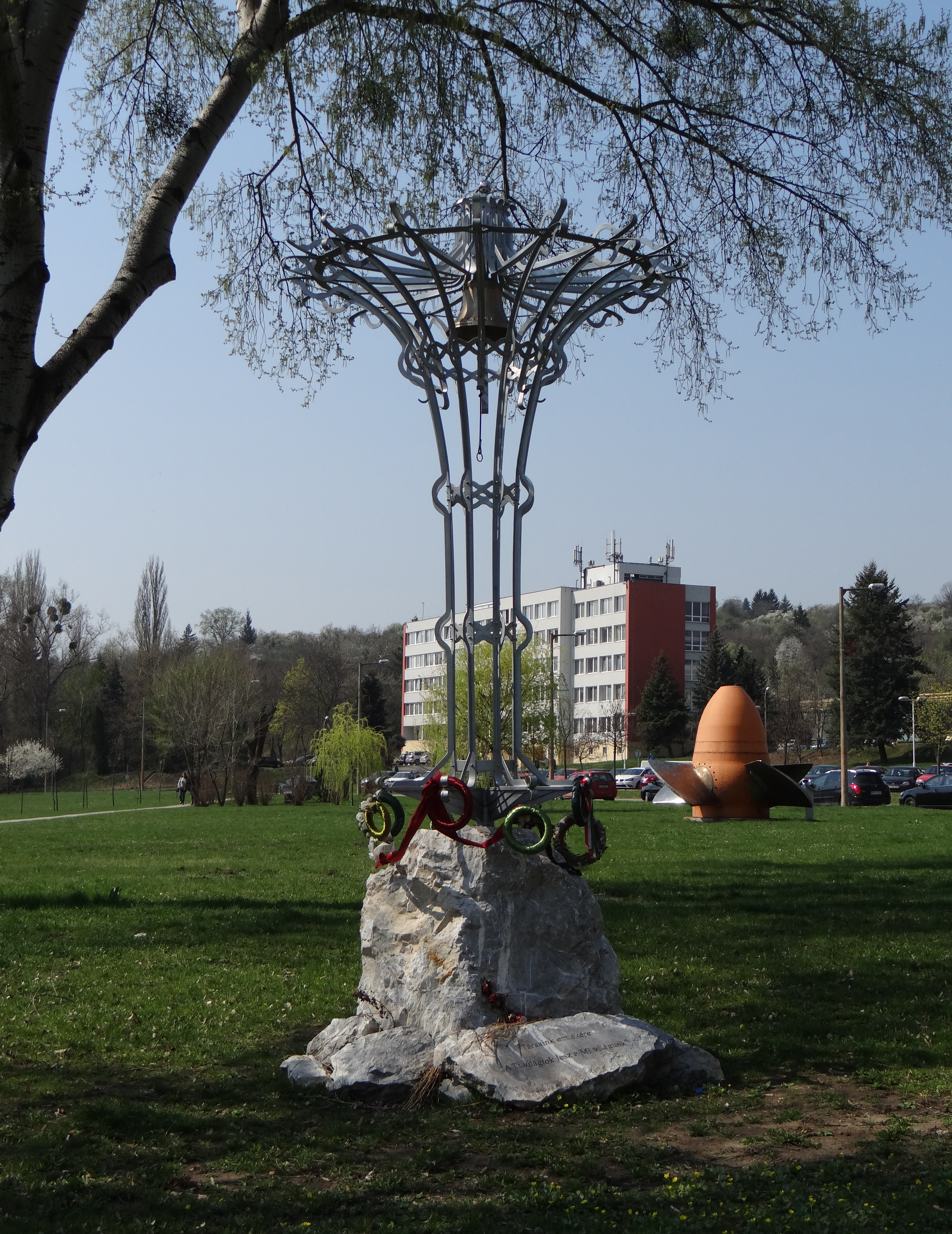
Lélekharang a parkban